# Aeroportul Cyril E. King
Aeroportul Cyril E. King (IATA: STT, ICAO: TIST, FAA LID: STT) este un aeroport din Insulele Virgine Americane, Statele Unite ale Americii ce deservește zona Charlotte Amalie. Aeroportul a fost tranzitat în 2019 de 1.183.120 de pasageri.
Situat la o altitudine de 7 m, aeroportul dispune de 1 pistă.

## Infrastructură

### Piste
Aeroportul dispune de o singură pistă. Pista 10/28 are suprafața de asfalt și dimensiunile 7.000 picioare × 150 picioare. 